# Marcos Pizzelli
Marcos Pinheiro Pizzelli (en armenio: Մարկոս Պինեյրո Պիզզելլի), Piracicaba, Brasil, 3 de octubre de 1984) es un exfutbolista brasileño nacionalizado armenio que jugaba de delantero.
En enero de 2020, tras lesionarse en un entreno personal en Brasil, anunció su retirada como futbolista profesional después de decidir no operarse.

## Selección nacional
Fue internacional con la selección de fútbol de Armenia; donde jugó 67 partidos internacionales y anotó 11 goles por dicho seleccionado.

### Goles internacionales
| #  | Fecha                   | Lugar            | Rival               | Gol  | Resultado | Competición                                          |
| -- | ----------------------- | ---------------- | ------------------- | ---- | --------- | ---------------------------------------------------- |
| 1  | 28 de mayo de 2008      | Tiraspol         | Moldavia            | 0-1  | 2-2       | Partido amistoso                                     |
| 2  | 12 de octubre de 2010   | Ereván           | Andorra             | 4-0  | 4-0       | Clasificación para la Eurocopa 2012                  |
| 3  | 4 de junio de 2011      | San Petersburgo  | Rusia               | 0-1  | 3-1       | Clasificación para la Eurocopa 2012                  |
| 4  | 2 de septiembre de 2011 | Andorra la Vieja | Andorra             | 0-1  | 0-3       | Clasificación para la Eurocopa 2012                  |
| 5  | 7 de octubre de 2011    | Ereván           | Macedonia del Norte | 1-0  | 4-1       | Clasificación para la Eurocopa 2012                  |
| 6  | 29 de febrero de 2012   | Limassol         | Canadá              | 1-1  | 1-3       | Partido amistoso                                     |
| 7  | 29 de febrero de 2012   | Limassol         | Canadá              | 1-2  | 1-3       | Partido amistoso                                     |
| 8  | 13 de junio de 2015     | Ereván           | Portugal            | 1 -0 | 2-3       | Clasificación para la Eurocopa 2016                  |
| 9  | 11 de noviembre de 2016 | Varsovia         | Polonia             | 2-1  | 2-1       | Clasificación para la Copa Mundial de Fútbol de 2018 |
| 10 | 6 de septiembre de 2018 | Ereván           | Liechtenstein       | 1-0  | 2-1       | Liga de Naciones de la UEFA 2018-19                  |
| 11 | 16 de octubre de 2018   | Ereván           | Macedonia del Norte | 1-0  | 4-0       | Liga de Naciones de la UEFA 2018-19                  |

## Clubes
| Club                  | País           | Año       |
| --------------------- | -------------- | --------- |
| São Carlos F. C.      | Brasil         | 2000-2005 |
| F. C. Ararat Ereván   | Armenia        | 2006-2008 |
| ASA Issy              | Francia        | 2008-2009 |
| F. C. Pyunik Ereván   | Armenia        | 2009-2011 |
| F. C. Kuban Krasnodar | Rusia          | 2012-2013 |
| F. C. Krasnodar       | Rusia          | 2013-2014 |
| F. C. Aktobe          | Kazajistán     | 2014      |
| F. C. Krasnodar       | Rusia          | 2015-2016 |
| F. C. Aktobe          | Kazajistán     | 2016      |
| Al-Raed               | Arabia Saudita | 2016      |
| Skoda Xanthi F. C.    | Grecia         | 2016-2017 |
| Al-Shabab             | Arabia Saudita | 2017-2018 |
| F. C. Aktobe          | Kazajistán     | 2018-2019 |
| F. C. Ararat-Armenia  | Armenia        | 2020      |